# Helen Morgan
Helen Morgan (2 d'agost de 1900 – 8 d'octubre de 1941) va ser una cantant i actriu de teatre i cinema de nacionalitat nord-americana. Cantant del gènere torch, va començar a agradar en els escenaris musicals dels clubs de Chicago en els anys 1920. Va ser coneguda pel seu paper de Julie LaVerne en la producció original representada al circuit de Broadway del musical d'Oscar Hammerstein II i Jerome Kern Show Boat (1927), així com en la reposició de 1932 i en les dues adaptacions cinematogràfiques de l'obra, una de 1929 i una altra de 1936.

## Biografia
Helen Riggins va néixer en Danville (Illinois). El seu pare era Frank Riggins, un granger, i la seva mare es deia Lulu Lang Riggins. Aquesta, després de divorciar-se va tornar a casar-se, adoptant el cognom "Morgan". El segon matrimoni de la seva mare també va acabar en divorci, per la qual cosa va decidir traslladar-se a Chicago amb la seva filla. Helen no va arribar a completar els seus estudis, i va haver d'agafar diferents treballs per guanyar-se la vida, com per exemple manicurista, caixera o extra cinematogràfica. Als vint anys, Morgan havia rebut classes de cant, i havia començat a cantar en Speakeasy de Chicago. Encara que la seva veu no semblava adequada en aquests anys per al tipus de cançons en les quals es va especialitzar, va aconseguir una gran fama dins del gènere torch (cançons sentimentals). Les seves actuacions eren habituals al Backstage Club de Billy Rose cap al 1925. En el qual es presentava al públic embolicada amb una bufanda de seda i asseguda al piano. No obstant això, i malgrat la Llei Seca als Estats Units, Morgan va arribar a fer-se alcohòlica, i sovint apareixia beguda durant les seves actuacions.
Morgan va ser descoberta per Florenz Ziegfeld quan ella ballava en el cor de Sally i al Ziegfeld Follies l'any 1931, l'últim any actiu dels Follies. Durant aquest període, ella va estudiar música en el Metropolitan Opera durant el seu temps lliure. No obstant això, en el transcurs del seu treball al Show Boat, la fama de Morgan va xocar amb dificultats. Ser coneguda al món dels nightclubs novaiorquesos (que realment eren speakeasies il·legals a l'època de la prohibició) va portar-la a actuar en un club anomenat Chez Morgan. El 30 de desembre de 1927, pocs dies després d'estrenar-se Show Boat, va ser detinguda a Chez Morgan per violar les lleis antialcohol. Els càrrecs es van retirar al febrer de 1928, i el club va reobrir amb el nom Helen Morgan's Summer Home, però ella va ser novament detinguda, i en aquesta ocasió va ser acusada. No obstant això, al judici celebrat l'abril de 1929, va ser absolta pel jurat.
L'any 1927, Morgan va actuar com Julie LaVerne en el repartiment original del musical Show Boat, el seu paper més conegut. Ella va cantar "Bill" (amb lletra de P. G. Wodehouse i música de Jerome Kern) i "Can't Help Lovin' Dat Man" en dues representacions teatrals i dues adaptacions al cinema del musical produïdes en un interval d'onze anys.
Un altre dels seus papers destacats va ser el de Kitty Darling en el llargmetratge de Rouben Mamoulian estrenat l'any 1929 Applause, en el qual va exhibir una excel·lent interpretació i en el qual va haver de cantar a cappella.
Després d'actuar a la versió cinematogràfica de 1929 de Show Boat, va participar en el musical de Kern i Hammerstein representat en el circuit de Broadway Sweet Adeline.
Morgan va protagonitzar també un programa radiofònic, Broadway Varieties, a la CBS. El xou, que emetia música lleugera, popular i semiclàssica, es va emetre des del 24 de setembre de 1933 fins al 22 d'abril de 1934. Es va emetre una versió posterior, sense Morgan, des del 2 de maig de 1934 fins al 30 de juliol de 1937.
La seva última actuació cinematogràfica va tenir lloc en la versió de Show Boat estrenada l'any 1936, i que sovint ha estat considerada com la millor de les dues pel·lícules sobre el musical (la versió de 1951 en Technicolor va ser l'altra, ja que la de 1929 es basava en la novel·la de Edna Ferber del mateix títol, i que era l'origen del musical).
A finals dels anys 1930, Morgan va ser contractada per participar en un xou en el Loop Theater de Chicago. No obstant això, en aquesta època va tenir forts problemes amb l'alcoholisme, i l'any 1940 va haver de ser hospitalitzada, després d'encarnar a Julie La Verne una última vegada en una reposició de Show Boat duta a terme a Los Angeles. Va poder tornar a actuar l'any 1941, gràcies al seu mànager, Lloyd Johnson. L'alcoholisme li va produir un col·lapse mentre actuava en l'obra George White's Scandals of 1942, morint a causa de cirrosis hepàtica a Chicago, Illinois, el 9 d'octubre de 1941. Tenia 41 anys. Va ser enterrada en el Cementiri Holy Sepulchre, a Alsip (Illinois).
Morgan s'havia casat en tres ocasions, la primera amb un admirador, Lowell Army, que havia conegut mentre actuava a Sally. El seu segon marit va ser Maurice "Buddy" Maschke, amb el qual s'havia casat el 15 de maig de 1933, i del que es va divorciar anys després. El seu últim matrimoni va ser amb Lloyd Johnson, amb el qual es va casar el 27 de juliol de 1941. El 25 de juny de 1926, a Springfield (Illinois), Morgan havia tingut una filla, Elaine Danglo, a la qual va donar en adopció.
Morgan va ser interpretada per Polly Bergen en un drama de la sèrie d'antologia Playhouse 90 emès en 1957, The Helen Morgan Story, amb adreça de George Roy Hill. Bergen va guanyar un Premi Emmy per la seva actuació. Aquest mateix any es va estrenar el llargmetratge The Helen Morgan Story, en el qual Ann Blyth encarnava a Morgan.

## Discografia
Helen Morgan va gravar tots els seus discos abans de l'arribada del long play, per la qual cosa els seus enregistraments tenen format 78 RPM, amb una cançó en cada cara.

### Discos amb Brunswick Records aLondres
- 1927
  -  Me and My Shadow [Cara B: When I Discover My Man]
  -  Just Like a Butterfly (That’s Caught in the Rain) [Cara B: You Remind Me of a Naughty Springtome Cuckoo]
  - A Tree in The Park [Cara B: Where's That Rainbow?]
  - Lazy Weather [Cara B: Possibly]
  - Nothing But [Cara: Wanting You]
  - Do-Do-Do [Cara B: Maybe]

### Discos amb Victor Records aNova York
- 1928
  - Can't Hel Lovin' Dat Man [Cara B: Bill]
- 1929
  - Who Cares What You Have Been? [Cara B: Mean to Me]
  - What Wouldn't I Do For That Man! [Cara B: More Than You Know]
  - Why Was I Born [Cara B: Don't Ever Leave Me!]
- 1930
  - Body And Soul [Cara B: Soomething to Remember You By]
- 1934
  - A Fool There Was (no distribuït)
  - Give Me a Heart to Song [Cara B: Franky And Johnny]

### Discos amb Brunswick Records aLos Angeles
- 1934
  - When He Comes Home to Me [Cara B: (I’ve got) Stand in My Shoes]
  - It's Home [Cara B: Song Of a Dreamer]
  - Winter Overnight [Cara B: I See Two Lovers]
- 1935
  - The Little Things You Used To Do [Cara B: I Was Taken By Storm]

## Teatre
- 1923: Sally (cor)
- 1925-1926 : George White's Scandals
- 1926: Americana
- 1927: American Grand Guignol
- 1927-1929 : Show Boat
- 1929-1931 : Sweet Adeline
- 1931: Ziegfeld Follies
- 1932-1933 : Show Boat
- 1934: Memory
- 1939: A Night at the Moulin Rouge
- 1940: Show Boat

## Filmografia
- 1923: Six Cylinder Love, d'Elmer Clifton
- 1923: The Heart Raider, de Wesley Ruggles
- 1929: Show Boat, de Harry A. Pollard
- 1929: Applause, de Rouben Mamoulian,
- 1929: Glorifying the American Girl, de Millard Webb i John W. Harkrider
- 1930: Roadhouse Nights, de Hobart Henley
- 1931: The Gigolo Racket, de Roy Mack (curt)
- 1933: Manhattan Lullaby (curt)
- 1934: The Doctor (curt)
- 1934: You Belong to Me, d'Alfred L. Werker
- 1934: María Galante, de Henry King
- 1935: Sweet Music, d'Alfred E. Green
- 1935: Go Into Your Dance, d'Archie Mayo
- 1936: Frankie and Johnnie, de Chester Erskine
- 1936: Show Boat, de James Whale